# Surami-Elektrolokomotiven
Surami-Elektrolokomotiven oder Elektrolokomotiven des Surami-Typs sind eine Familie von sowjetischen Güterzug- und Personenzug-Elektrolokomotiven auf der Basis von 3 kV Gleichstrom. Sie wurden ursprünglich für den Einsatz auf dem Suramipass (Abschnitt Chaschuri–Sestaponi der Bahnstrecke Poti–Baku) projektiert und gebaut. Mit einer Gesamtdauer der Auslieferung von 23 Jahren nehmen die Surami-Elektrolokomotiven den dritten Platz unter den Elektrolokomotiven der ehemaligen UdSSR ein. Überboten wurden sie lediglich von den Lokomotiven der Familie ВЛ10 und ВЛ80, die es beide auf 33 Jahre Auslieferungsdauer brachten.

## Konstruktion

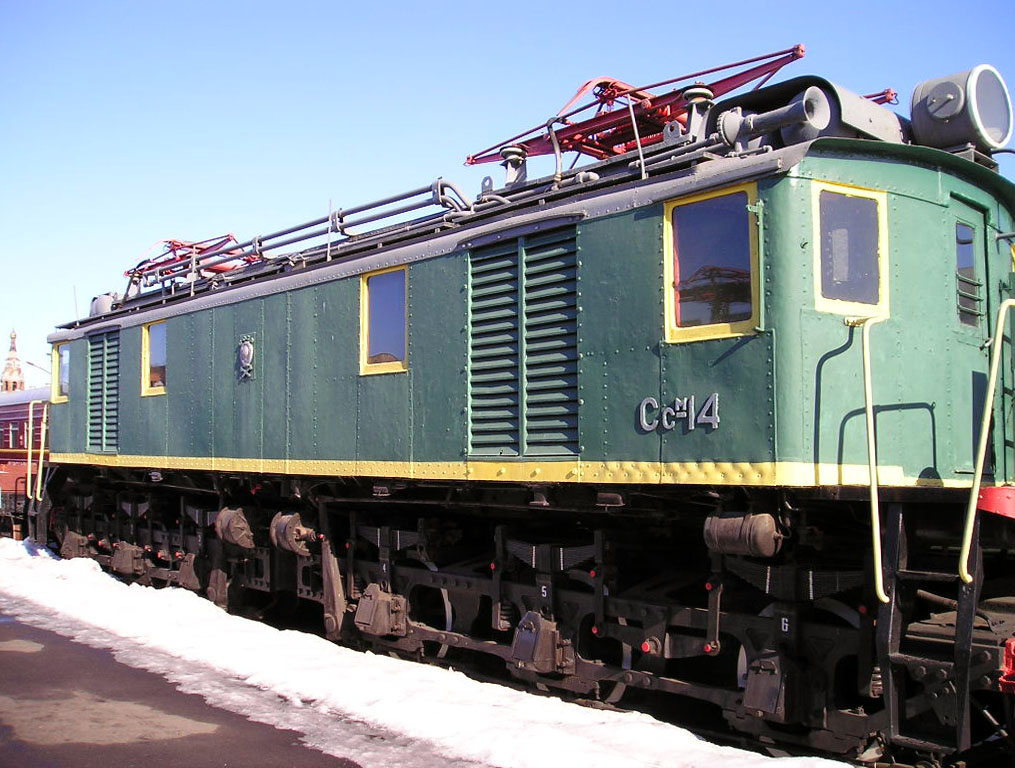
Die erhaltene C_{c}M-14 in dem Eisenbahnmuseum St. Petersburg

Hauptsächliches Kennzeichen aller Elektrolokomotiven des Suramipass ist ein Übergang an dem Ende der Aufbauten, der zu der Zeit bestehende Norm für alle Elektrolokomotiven mit Elektroausrüstung für den Einsatz mit Vielfachsteuerung bei den SŽD war. Vielleicht war diese Gestaltungsweise auch durch das damalige Vorhandensein der normalen Zug- und Stoßvorrichtung, bestehend aus Schraubenkupplung und Puffer bestimmt, die Fahrzeuge wurden erst später mit Mittelpufferkupplung ausgerüstet.
Der Fahrzeugteil bestand aus zwei gelenkigen dreiachsigen Drehgestellen mit der Achsfolge Co' Co'. Die Aufbauten waren als Waggontyp mit tragendem Hauptrahmen ausgeführt. Die Federung war vorzugsweise mit Blattfedern ausgeführt. Die Aufhängung der Fahrmotoren wurde nach dem Tatzlager-Antrieb ausgeführt.

## Baureihen
- C
- CN
- CС
- ВЛ19
- СК
- ВЛ22

## Erhaltene Exemplare
Einzelne Exemplare der ВЛ22 waren auch 2012 noch im Einsatz. Standobjekte befinden sich an folgenden Orten:
- Russisches Eisenbahnmuseum Sankt Petersburg: CcM-14
- Eisenbahnmuseum Jekaterinburg: СКМ-04
- Chaschuri: ВЛ19-01

## Galerie

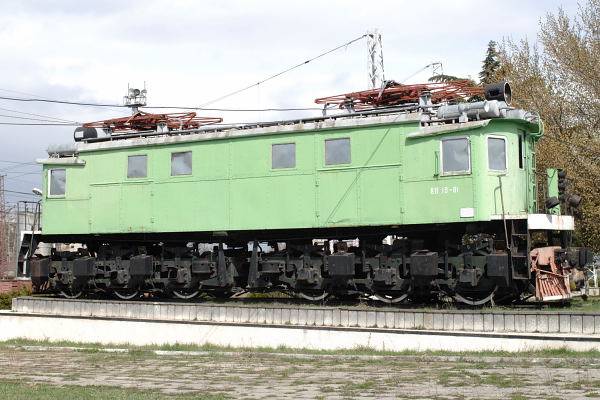
ВЛ19-01 auf dem Denkmalssockel in Chaschuri
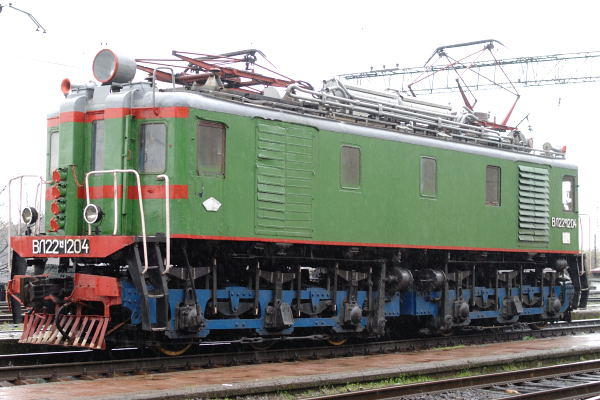
ВЛ22M-1204 2008 im Bahnhof Rioni (Georgien)
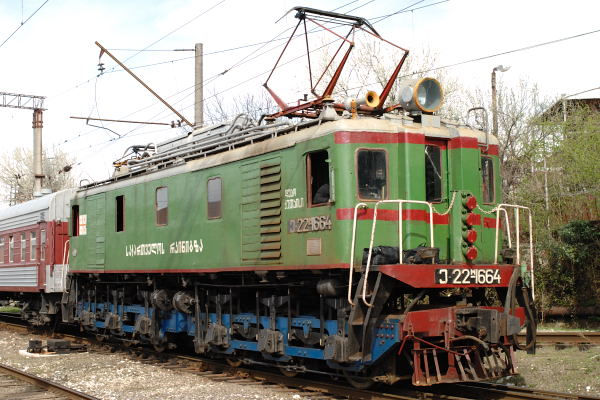
ВЛ22M-1664 in Kutaissi
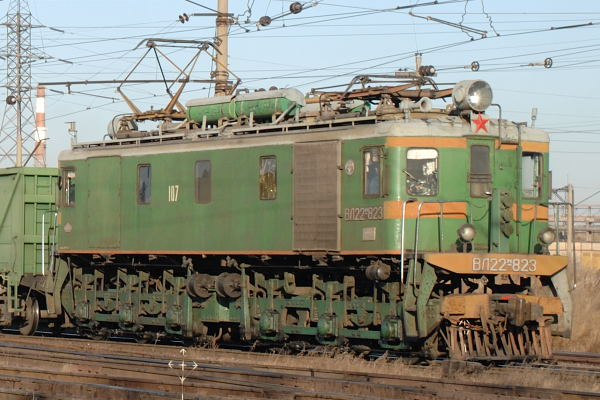
ВЛ22M-823 in Tscheljabinsk
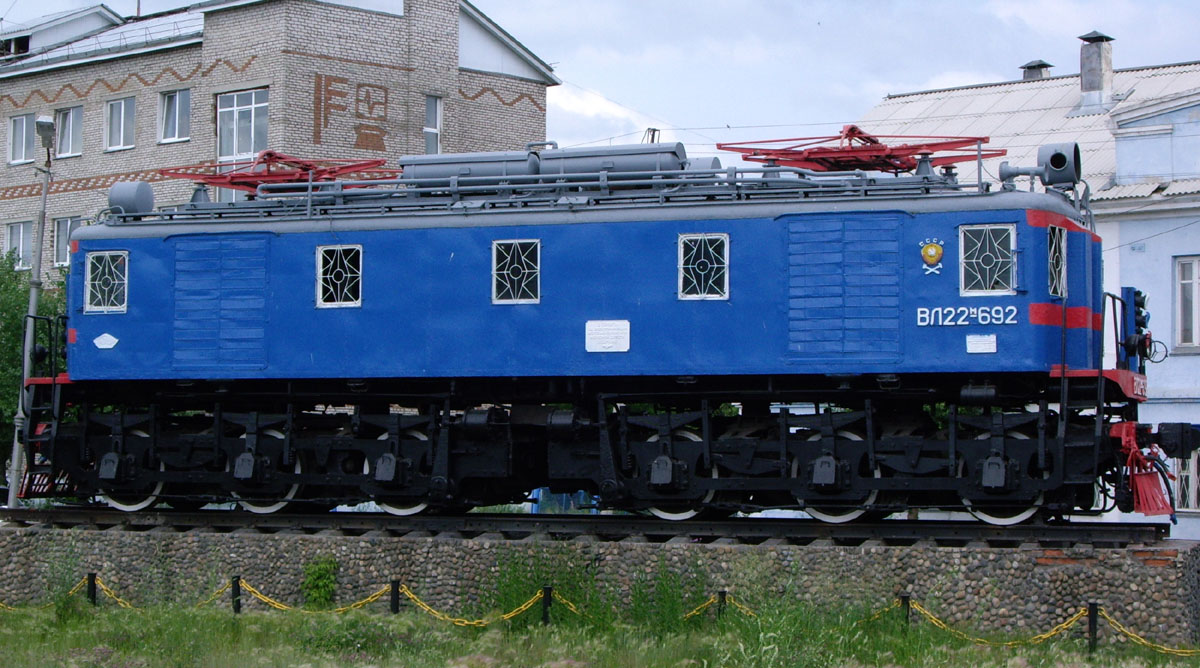
ВЛ22M-692 als Denkmal in Sima
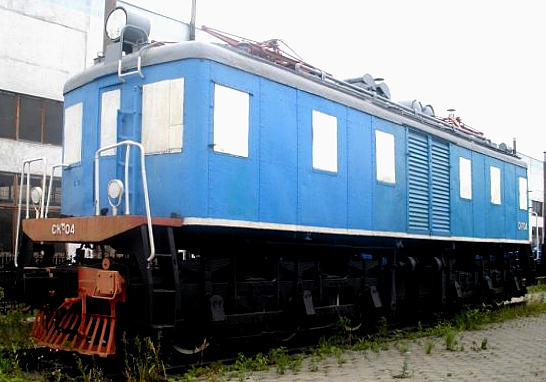
CKM-04 im Eisenbahnmuseum Jekaterinburg